# Catapult Sports
A Catapult Sports é uma empresa listada no Australian Securities Exchange (ASX) que providencia tecnologia de avaliação de performance para mais de 1500 equipas em 35 desportos em todo o mundo.  A empresa está sediada em Melbourne, na Austrália, com mais de 300 funcionários em dez locais em todo o mundo.

## História
A Catapult foi fundada pelos engenheiros Shaun Holthouse e Igor van de Griendt  e hoje é liderada pelo CEO Joe Powell.  Em 2001, a dupla estava a colaborar com os Cooperative Research Centres (CRC) durante um projeto com o Australian Institute of Sport (AIS) procurando substituir os testes de desempenho baseado em laboratório pela microtecnologia, já que os atletas não estavam se exercitando nas condições de laboratório da mesma maneira. como eles fazem na competição.  A Catapult foi lançada como um negócio em 2006 e se tornou uma empresa de capital aberto na Bolsa de Valores da Austrália em 2014.

## Produtos
Existem três produtos físicos: o Clearsky T6, o Optimeye S5 e o Optimeye S6.  Cada uma destas peças de hardware é usada por atletas para ajudar a monitorizar diferentes parâmetros do seu desempenho.
O principal produto da Catapult é o OptimEye S5, um monitor habilitado para os satélites GPS e GLONASS para coletar dados.
ClearSky é um sistema de posicionamento local desenvolvido pela Catapult em conjunto com a Commonwealth Scientific and Industrial Research Organisation, que fornece dados posicionais e inerciais precisos em ambientes variados.
A Catapult desenvolveu também um monitor pioneiro, o G5, que quantifica a direção e a intensidade dos mergulhos, saltos, acelerações/desacelerações, mudanças de direção, esforços repetidos de alta intensidade e tempo para recuperação.
Através da aquisição da GPSports, XOS Digital, PlayerTek, SportsMedElite e Baseline Athletic Management Systems, a Catapult atualmente providencia tecnologia de vídeo e sistemas de GPS para equipas desportivas semi-profissionais e para jogadores de futebol amadores.

## Clientes
As equipas que têm usado o Catapult incluem o Brasil, o Real Madrid, o Chelsea, o Saracens e a Australian Cricket Team. As organizações, ligas e órgãos governamentais incluem a Inglaterra e País de Gales Cricket Board, NRL e La Liga.

## Prémios
A Catapult foi nomeada décima segunda na lista das 50 empresas mais inovadoras da Fast Company em 2015. Ficou ainda em primeiro lugar nas categorias Big Data e Fitness.
Em 2017, a Catapult recebeu o prémio Cutting Edge Sport no BT Sport Industry Awards pelo seu projeto com o England and Wales Cricket Board.
Em setembro de 2013, a Catapult, juntamente com a CSIRO, ganhou o prémio Engineering Australia President's Award pela sua revolucionária tecnologia desportiva.